# La Nou de Berguedà
La Nou de Berguedà ist ein Ort und eine Gemeinde (municipio) mit 163 Einwohnern (Stand: 2024) in der Comarca Berguedà in der Provinz Barcelona in der Autonomen Region Katalonien. 

## Lage
La Nou de Berguedà liegt etwa 100 Kilometer nordnordwestlich von Barcelona in einer Höhe von etwa 875 m in den südlichen Ausläufern der Pyrenäen in der Comarca Berguedà im Norden Kataloniens. Die Gemeinde wird im Westen vom Río Llobregat begrenzt.

## Bevölkerungsentwicklung
| Jahr      | 1960 | 1970 | 1981 | 1991 | 2001 | 2011 | 2021 |
| Einwohner | 452  | 244  | 148  | 140  | 158  | 155  | 174  |

## Sehenswürdigkeiten
- Martinskirche in La Nou
- Saturninuskirche in Malanyeu
- Marienheiligtum

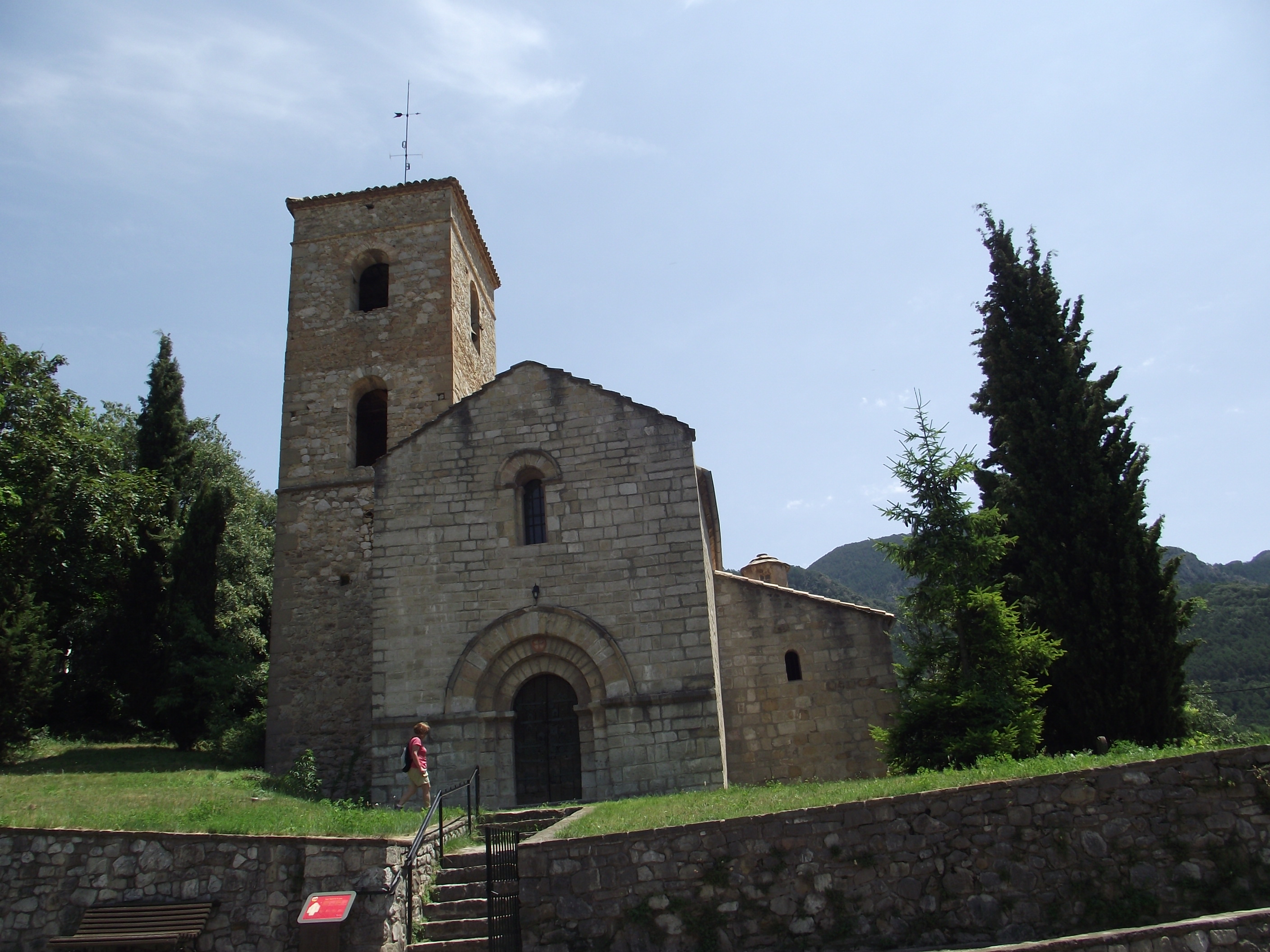
Martinskirche
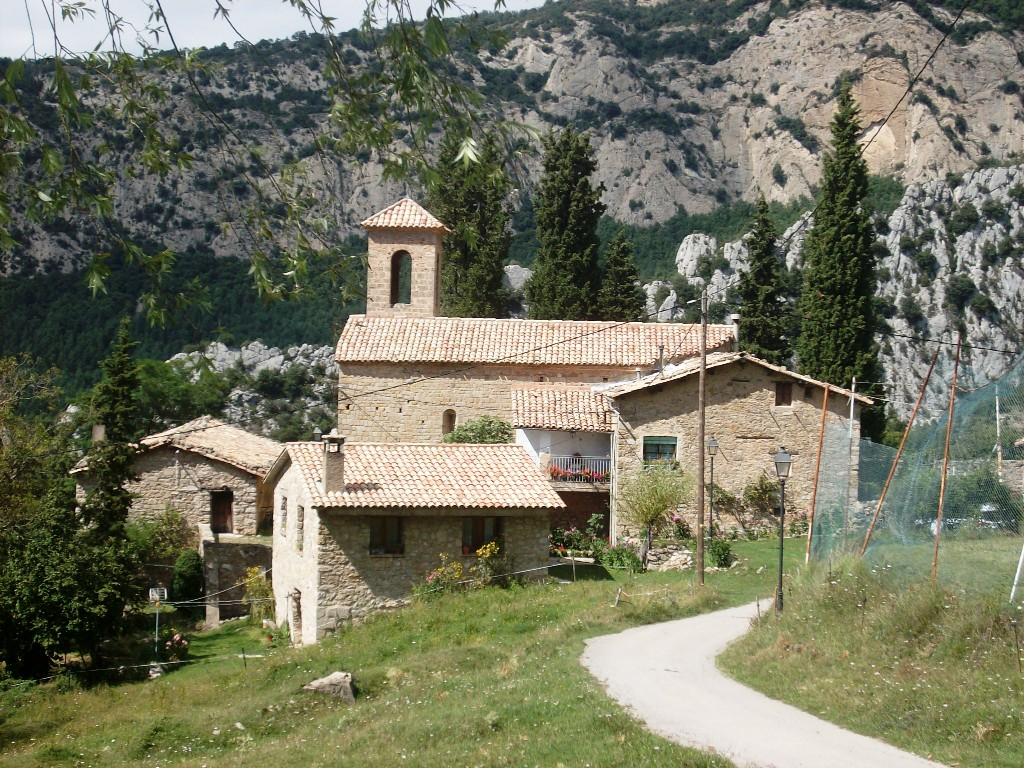
Saturninuskirche
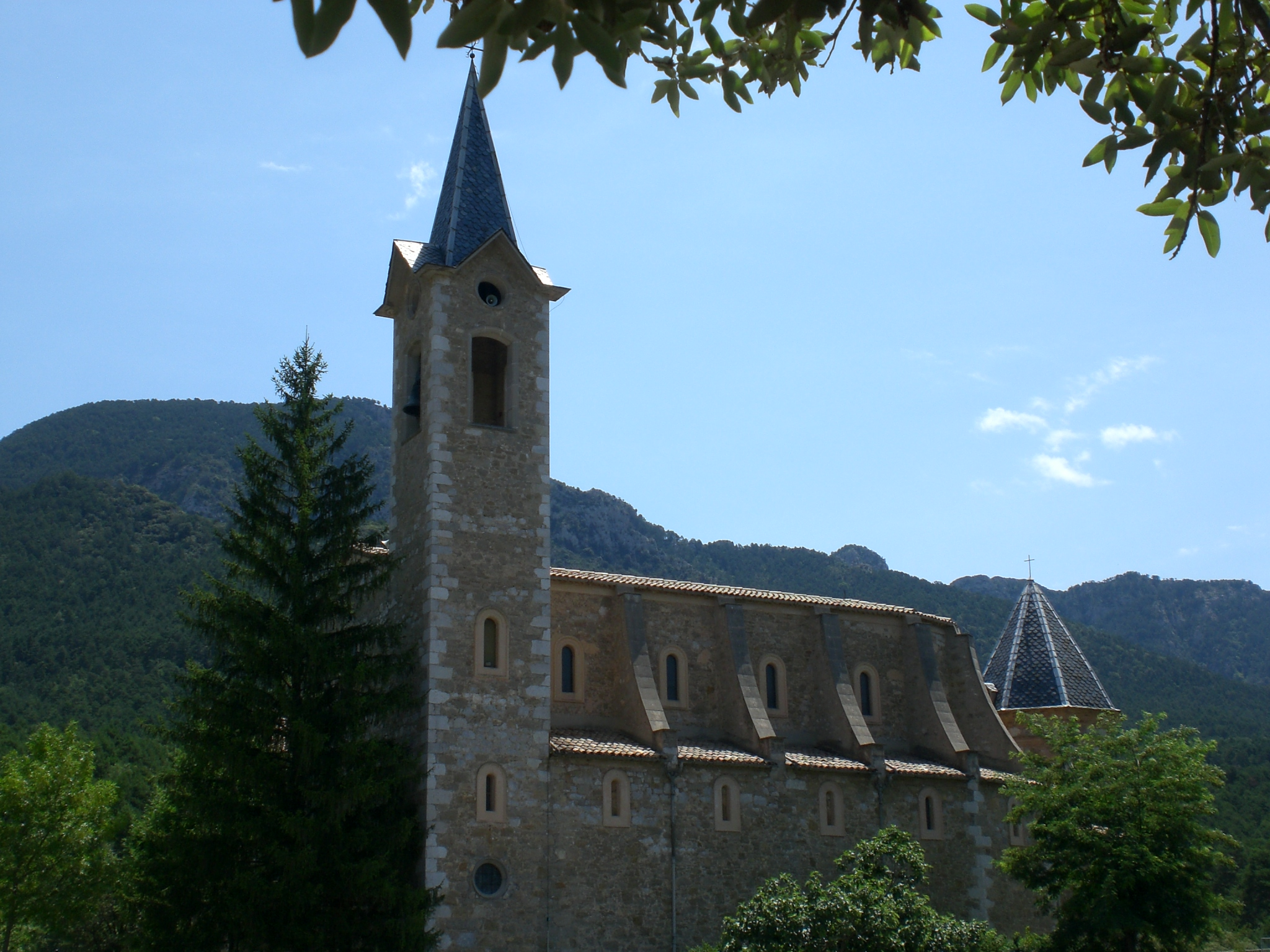
Marienheiligtum